# Michael Zøhner
|  | Denne artikel eller sektion om sport er forældet eller ikke opdateret. Se artiklens diskussionsside eller historik. |

Michael Zøhner-Pedersen er tidligere administrerende direktør i fodboldklubben Esbjerg fB.
Hans ansvarsområde omfattede bl.a. bestyrelsen i EfB Elite A/S, økonomien i klubben samt regnskabet, personalet og pressen.
Michael Zøhner overtog stillingen som adm. direktør efter Søren Poulsen. Zøhner skiftede til EfB fra en stilling som finansdirektør og ansvarlig for økonomi, IT og strategisk udvikling i Arla Foods-divisionen Consumer Nordic.
I december 2008 sagde Michael Zøhner sin stilling op I EfB, og blev afløst af Søren Poulsen.